# Friedrich Kiermeier
Friedrich Kiermeier (* 22. Juli 1908 in Dresden; † 11. Dezember 1995 in Freising) war ein deutscher Lebensmittelchemiker, Professor an der Technischen Universität München und langjähriger Herausgeber der Zeitschrift für Lebensmittel-Untersuchung und -Forschung, der wichtigsten deutschen Zeitschrift für Lebensmittelchemie. Wissenschaftlich hat er sich vor allem mit Milch und Milchprodukten befasst.

## Lebenslauf
Kiermeier studierte Chemie und Naturwissenschaften in Dresden. Nachdem er ebenda 1939 in Lebensmittelchemie promoviert wurde, wechselte er an das „Reichsinstitut für Lebensmittelfrischhaltung“ in Karlsruhe. Im Jahr 1942 wurde er einer der Mitgründer des Instituts für Lebensmitteltechnologie und -Verpackung in München, 1949 wechselte er zur Deutschen Forschungsanstalt für Lebensmittelchemie ebendort. Im Jahr 1953 wurde er Direktor des Instituts für Chemie und Physik der Süddeutschen Versuchs- und Forschungsanstalt für Milchwirtschaft in Freising-Weihenstephan bei München. 1957 wurde er Professor für Milchwissenschaft an der Technischen Universität München und parallel Direktor der Deutschen Forschungsanstalt für Lebensmittelchemie in Freising und der staatlichen Molkerei in Weihenstephan. 87 Doktoranden promovierten bei Kiermeier, sieben Wissenschaftler forschten für ihre Habilitation bei ihm. 1974 erhielt er die Joseph-König-Gedenkmünze der Gesellschaft Deutscher Chemiker.
Kiermeier war Autor von mehr als 500 Publikationen, darunter einigen Bänden des großen "Handbuches der Lebensmittelchemie", das federführend von dem in Berlin lehrenden Lebensmittelchemiker Josef Schormüller herausgegeben wurde.

## Herausgeber der Zeitschrift für Lebensmitteluntersuchung und -forschung (ZLUF)
Kiermeier war seit 1951 für die ZLUF tätig, seit 1969 war er Herausgeber. Nach seiner Pensionierung im Jahr 1978 wandte sich Kiermeier ganz der ZLUF zu, bis zu seinem 85. Geburtstag im Juni 1993 war er hauptamtlicher Herausgeber. Unter seiner Herausgeberschaft wurde die ZLUF auch zum offiziellen Organ der „Working Party on Food Chemistry of the Federation of European Chemical Societies“. Zum Herausgeberwechsel 1993 schrieben die neuen Herausgeber: „Im internationalen Vergleich zählt die Zeitschrift zu den führenden Organen der Lebensmittelwissenschaft und soll dies auch bleiben (...).“